# No-dualisme

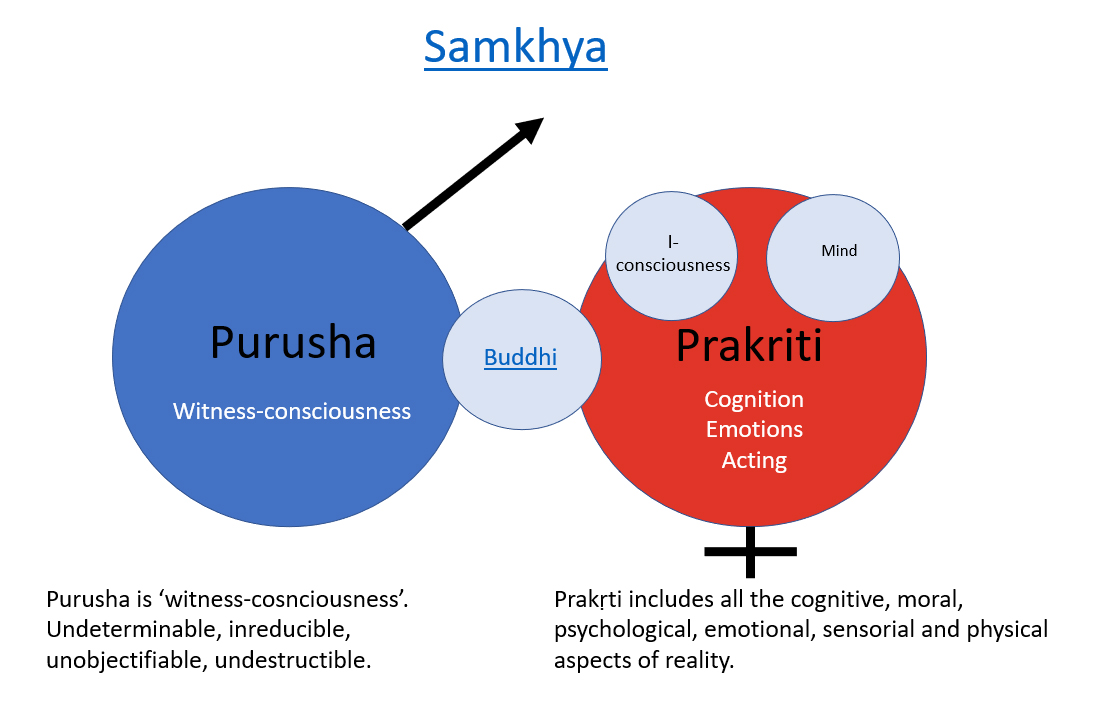

El no-dualisme inclou una sèrie de tradicions filosòfiques i espirituals que emfatitzen l'absència de dualitat o separació fonamental en l'existència.  Aquest punt de vista qüestiona els límits imposats convencionalment entre jo i l'altre, ment i cos, observador i observat,  i altres dicotomies que configuren la nostra percepció de la realitat. Com a camp d'estudi, el no-dualisme aprofundeix en el concepte de no-dualitat  i l'estat de consciència no-dual,   abastant una varietat diversa d'interpretacions, no limitades a un context cultural o religiós particular; en canvi, el no-dualisme emergeix com un ensenyament central a través de diversos sistemes de creences, convidant els individus a examinar la realitat més enllà dels límits del pensament dualista.
El no-dualisme fa èmfasi en l'experiència directa en lloc del dogma com a camí cap a la comprensió. Si bé la comprensió intel·lectual té el seu lloc, el no-dualisme emfatitza el poder transformador de les trobades de primera mà amb la unitat subjacent de l'existència. Mitjançant pràctiques com la meditació i l'auto-investigació, els professionals pretenen evitar les limitacions de la comprensió conceptual i captar directament la interconnexió que transcendeix les distincions superficials. Aquest aspecte vivencial del no-dualisme desafia les limitacions del llenguatge i del pensament racional, amb l'objectiu d'una forma de coneixement més immediata i intuïtiva.
El no-dualisme és diferent del monisme, un altre concepte filosòfic que tracta de la naturalesa de la realitat. Tot i que ambdues filosofies desafien la comprensió convencional del dualisme, l'aborden de manera diferent. El no-dualisme posa l'accent en la unitat enmig de la diversitat. En canvi, el monisme postula que la realitat es fonamenta en última instància en una substància o principi singular, reduint la multiplicitat de l'existència a un fonament singular. La distinció rau en la seva aproximació a la relació entre el molts i l' un.
Cada tradició no-dual presenta interpretacions úniques de la no-dualitat. Advaita Vedanta, una escola de pensament dins de la filosofia hindú, se centra en la realització de la unitat entre el jo individual ( ātman ) i la realitat última ( Brahman ). En el budisme zen, l'èmfasi es posa en l'experiència directa d'interconnexió que va més enllà dels constructes de pensament convencionals. Dzogchen, que es troba en el budisme tibetà, destaca el reconeixement d'una naturalesa innata lliure de limitacions dualistes.  El taoisme encarna el no-dualisme emfatitzant l'harmonia i la interconnexió de tots els fenòmens, transcendint les distincions dualistes, cap a un estat pur de consciència lliure de conceptualitzacions.

## Etimologia
"Dual" ve del llatí "duo", dos, prefixat amb "no-" que significa "no"; " no-dual" significa "no-dos". Quan es refereix a la no-dualitat, l'hinduisme utilitza generalment el terme sànscrit Advaita, mentre que el budisme utilitza Advaya (tibetà: gNis-med, xinès: pu-erh, japonès: fu-ni ). 
"Advaita" (अद्वैत) és de les arrels sànscrites a, no; dvaita, dual. Com a Advaita, significa "no-dos".   o "un sense segon",  i normalment es tradueix com " no-dualisme", " no-dualitat" i " no-dualisme". El terme " no-dualisme" i el terme " advaita " del qual prové són termes polivalents. 
"Advaya" (अद्वय) també és una paraula sànscrita que significa "identitat, única, no dues, sense un segon", i normalment es refereix a la doctrina de les dues veritats del budisme Mahayana, especialment Madhyamaka.
El terme anglès " no-dual" va ser informat per les primeres traduccions de les Upanishads en llengües occidentals diferents de l'anglès des de 1775. Aquests termes han entrat a l'idioma anglès a partir de representacions literals angleses de " advaita " posteriors a la primera onada de traduccions angleses de les Upanishads. Aquestes traduccions van començar amb l'obra de Müller (1823–1900), als monumentals Llibres Sagrats d'Orient (1879). Va convertir "advaita" com " monisme ", com han fet molts estudiosos recents. Tanmateix, alguns estudiosos afirmen que "advaita" no és realment monisme.

## Definicions
La no-dualitat és un concepte difús, i per aquest motiu es poden trobar moltes definicions. Segons David Loy, com que hi ha idees i termes similars en una gran varietat d'espiritualitats i religions, antigues i modernes, no hi ha prou definició per a la paraula anglesa " no-dualitat", i potser és millor parlar de diverses " no-dualitats" o teories de la no-dualitat.  Loy veu el no-dualisme com un fil conductor en el taoisme, el budisme mahayana i l'Advaita Vedanta,  i distingeix "Cinc sabors de la no-dualitat":
- Consciència no-dual, la no-diferència de subjecte i objecte, o no-dualitat entre subjecte i objecte. [17] És la noció que l'observador i les "coses" observades no es poden separar estrictament, sinó que formen, en última instància, un tot.[18]
- La no pluralitat del món. Encara que el món fenomènic apareix com una pluralitat de "coses", en realitat són "d'un sol drap".[17]
- La negació del pensament dualista en parelles d'oposats. El símbol Yin-Yang del taoisme simbolitza la transcendència d'aquesta manera de pensar dualista.[17]
- La identitat dels fenòmens i l'Absolut, la " no-dualitat de la dualitat i la no-dualitat", [7] o la no-dualitat de la veritat relativa i última tal com es troba en el budisme Madhyamaka i la doctrina de les dues veritats .
- El misticisme, una unitat mística entre Déu i l'home.[17]

En el seu llibre sobre la no-dualitat, que se centra en la consciència no-dual, Loy en parla de tres, és a dir, pensar sense conceptes dualistes, la interconnexió de tot el que existeix i la no diferència de subjecte i objecte. Segons Loy, "les tres afirmacions es troben en el budisme Mahaya, l'Advaita Vedanta i el taoisme, argumentant que "l'experiència no-dual "darrere" d'aquests sistemes contradictoris és la mateixa, i que les diferències entre ells es poden veure com a degudes. principalment a la naturalesa del llenguatge".
Les idees índies de consciència no-dual es van desenvolupar com a especulacions proto- samkhya en entorns ascètics al 1r mil·lenni aC, amb la noció de Purusha, la consciència del testimoni o "consciència pura". Les idees proto-samkhya es poden trobar a les primeres Upanishads, però no es limiten a la tradició vèdica. Les tradicions ascètiques brahmàniques i no brahmàniques (budisme, jainisme) del primer mil·lenni aC es van desenvolupar en estreta interacció, utilitzant enumeracions (llistes) proto-Samkhya que analitzaven l'experiència en el context de pràctiques meditatives que proporcionen una visió alliberadora de la naturalesa de l'experiència. El primer mil·lenni CE va veure un moviment cap a postular una "base d'unitat" subjacent, tant a les escoles budistes Madhyamaka i Yogacara, com a Advaita Vedanta, col·lapsant la realitat fenomenal en un "substrat únic o principi subjacent".

## Consciència no-dual
Segons Hanley, Nakamura i Garland, la consciència no-dual és fonamental per a les tradicions de la saviesa contemplativa, "un estat de consciència que descansa en el fons de tota experiència conscient, un camp de consciència de fons unificat, immutable i buit de contingut mental, però. conserva una qualitat de felicitat conscient […] Es creu que aquest camp de consciència està sempre present, encara que normalment no es reconeix, enfosquit pel pensament discursiu, l'emoció i la percepció".  Segons Josipovic, "la consciència com a tal és una consciència no-dual no conceptual, la propietat essencial de la qual és la reflexivitat no representativa. Aquesta propietat fa que la consciència com a tal sigui fenomenològicament, cognitivament i neurobiològicament un tipus únic, diferent de i irreductible a qualsevol contingut, funció i estat". És la consciència pura o consciència-testimoni del Purusha de Samkhya i l'Atman de l'Advaita Vedanta, que és conscient de la prakriti, els embolics de la ment confusa i l'aparell cognitiu.

## Aparició en diverses tradicions religioses
En una gran varietat de tradicions religioses, incloent algunes religions i filosofies occidentals, s'ensenyen diferents teories i conceptes que es poden relacionar amb la no-dualitat i la consciència no-dual. Tot i que els seus sistemes metafísics difereixen, poden referir-se a una experiència similar. Entre altres:
- Ascetisme hindú primitiu (prebudista i prehindú), tal com es documenta als Upanishads, que contenen especulacions del proto-Samkhya i formen la base del Vedanta.
- Budisme:
  - "Shūnyavāda (visió de la vacuïtat) de l'escola Mādhyamaka", que sosté que hi ha una relació no-dual (és a dir, no hi ha una veritable separació) entre la veritat convencional i la veritat última, així com entre el samsara i el nirvana.
  - "Vijnānavāda (visió de la consciència) de l'escola Yogācāra", que sosté que no hi ha una divisió perceptiva i conceptual definitiva entre un subjecte i els seus objectes, o entre un cognoscidor i allò que és conegut. També argumenta en contra del dualisme ment-cos, sostenint que només hi ha consciència. En altres paraules, la consciència és la realitat fonamental i única.
  - Pensament Tathagatagarbha, que sosté que tots els éssers tenen el potencial innat de convertir-se en Budes.
  - Budisme Vajrayana, incloses les tradicions budistes tibetanes de Dzogchen i Mahamudra.
  - Tradicions budistes Mahāyāna de l'Àsia Oriental com la Terra Pura i el Zen.
- Hinduisme:
  - L'Advaita Vedanta de Shankara, que ensenya que l'Atman és pura consciència, i que una única consciència pura, svayam prakāśa, és l'única realitat, i que el món és irreal (Maya).
  - Formes no-duals del Tantra hindú, incloent-hi el Shaivisme de Caixmir i el Shaktisme centrat en la deessa. La seva visió és similar a l'Advaita, però ensenyen que el món no és irreal, sinó que és la manifestació real de la consciència.
- Taoisme:
  - El taoisme ensenya la idea d'una força subtil universal o poder creatiu còsmic anomenat Tao (literalment "camí").
- Tradicions abrahàmiques:
  - Místics cristians que promouen una "experiència no-dual", com Meister Eckhart i Julian de Norwich. El focus d'aquest no-dualisme cristià és apropar el devot a Déu i realitzar una "unitat" amb el Diví.
  - Sufisme
  - Càbala jueva
- Tradicions occidentals:
  - Filòsofs occidentals com Hegel, Spinoza i Schopenhauer.[8] Van defensar diferents formes d'Idealisme o monisme filosòfic.

## En religions orientals

### Sikhisme
Molts sikhs més nous i contemporanis han suggerit que les ànimes humanes i el Déu monoteista són dues realitats diferents (dualisme), distingint-ho dels tons monistes i diversos de les filosofies no-dualistas d'altres religions índies. No obstant això, alguns estudiosos sikhs han intentat explorar l'exegesi no-dualista de les escriptures sikhs, com durant el moviment reformista neocolonial de Bhai Vir Singh . Segons Mandair, Singh interpreta les escriptures sikh com ensenyant la no-dualitat. L'estudiós sikh Bhai Mani Singh ha dit que el sikhisme té tota l'essència de la filosofia Vedanta. Històricament, el símbol sikh d' Ik Oankaar ha tingut un significat monista, i s'ha reduït a significar simplement "No hi ha més que un Déu", que és incorrecte. L'exegesi més antiga de l'escriptura sikh, com el Faridkot Teeka, sempre ha descrit la metafísica sikh com un univers panenteista no-dual.

### Taoisme

Taijitu

El wu wei del taoisme (xinès wu, no; wei, fent) és un terme amb diverses traduccions  i interpretacions dissenyades per distingir-lo de la passivitat. Generalment entès com a "acció sense esforç", aquest concepte es creua amb les nocions bàsiques de no-dualisme. Wu wei anima els individus a fluir amb els ritmes naturals de l'existència, avançant més enllà de les perspectives dualistes i abraçant una unitat harmònica amb l'univers. Aquest enfocament holístic de la vida, caracteritzat per l'acció espontània i no forçada, s'alinea amb l'essència del no-dualisme, emfatitzant la interconnexió, la unitat i la dissolució dels límits dualistes. En integrar perfectament l'acció sense esforç tant en els actes físics com en els estats mentals, wu wei encarna l'essència de la filosofia no-dual.